# Britain's Got Talent
Britain's Got Talent is een Brits televisieprogramma van de zender ITV dat wordt gepresenteerd door het populaire televisieduo Ant & Dec. Net als The X Factor is het een talentenjacht, alleen staan bij dit programma de audities open voor iedereen, van elke leeftijd tot elk talent. Van goochelaars tot komieken, dansers, zangers en vrijwel alles wat door mensen als een 'talent' wordt gezien.
Het talent van de kandidaten wordt beoordeeld door juryleden. In 2007 waren dit Simon Cowell, Piers Morgan en Amanda Holden. Vanaf 2012 tot heden bestaat de jury uit Simon Cowell, Amanda Holden, Alesha Dixon en David Walliams. Vanaf 2023 verving Bruno Tonioli David Walliams. Bij elk optreden kunnen de juryleden door op een rode knop te drukken laten blijken dat het ze niet bevalt; ze kunnen daar in principe ook van terugkomen als ze te snel gedrukt hebben. Als ze allemaal afgedrukt hebben, is de hele act in principe afgekeurd. Na elk optreden geeft de jury haar oordeel. Als de meerderheid ja zegt, gaat de deelnemer door naar de volgende ronde. In de studio bevindt zich ook publiek dat vaak duidelijk laat horen wat het van de optredens vindt. Bij groot succes kan onder anderen iemand van de jury op de gouden knop drukken. Daarmee gaat de kandidaat in een keer door naar de live-rounds. Dit is zelfs mogelijk nadat alle rode knoppen al zijn ingedrukt. Eén persoon kan daardoor de anderen "overstemmen".
De bekendste deelnemer ooit aan het programma was Susan Boyle. Met haar auditie trok zij de aandacht van de pers over de hele wereld. Een andere opvallende verschijning was Paul Potts uit het eerste seizoen.

## Jury
| Jury             | S1 | S2 | S3 | S4 | S5 | S6 | S7 | S8 | S9 | S10 | S11 | S12 | S13 | S14 | S15 | S16 | S17 | S18 |
| ---------------- | -- | -- | -- | -- | -- | -- | -- | -- | -- | --- | --- | --- | --- | --- | --- | --- | --- | --- |
| Simon Cowell     |    |    |    |    |    |    |    |    |    |     |     |     |     |     |     |     |     |     |
| Amanda Holden    |    |    |    |    |    |    |    |    |    |     |     |     |     |     |     |     |     |     |
| Piers Morgan     |    |    |    |    |    |    |    |    |    |     |     |     |     |     |     |     |     |     |
| David Hasselhoff |    |    |    |    |    |    |    |    |    |     |     |     |     |     |     |     |     |     |
| Michael Mclyntre |    |    |    |    |    |    |    |    |    |     |     |     |     |     |     |     |     |     |
| David Walliams   |    |    |    |    |    |    |    |    |    |     |     |     |     |     |     |     |     |     |
| Alesha Dixon     |    |    |    |    |    |    |    |    |    |     |     |     |     |     |     |     |     |     |
| Bruno Tonioli    |    |    |    |    |    |    |    |    |    |     |     |     |     |     |     |     |     |     |

In seizoen 3 was Kelly Brook gastjurylid, in seizoen 4 en 5 Louis Walsh. In seizoen 4 ter vervanging van Simon Cowell die ziek werd en in seizoen 5 als vervanging van David Hasselhoff. In seizoen 6 was Carmen Electra gastjurylid ter vervanging van Amanda Holden. In seizoen 14 was oud-deelnemer Ashley Banjo gastjurylid ter vervanging van Simon Cowell. 

## Seizoen 1 (2007)
Het programma werd voor het eerst uitgezonden op 9 juni 2007 en werd daarna dagelijks uitgezonden tot de live finale op 17 juni 2007. De eerste serie van het programma was een groot succes. De eerste afleveringen werden bekeken door 4,9 miljoen mensen, de laatste afleveringen door bijna negen miljoen.
De 36-jarige operazanger Paul Potts uit Bristol won uiteindelijk de finale van de eerste serie, van onder anderen de 6-jarige Connie Talbot (die lang favoriet was maar tweede werd) en Damon Scott.
Potts won 100.000 pond en mocht optreden bij het Royal Variety Performance-gala in het Liverpool Empire Theatre, waar ook de Britse koningin Elizabeth II aanwezig was.

### Eindstand finale 17 juni 2007
| Volgorde optreden | Eindstand | Artiest         | Genre         | Act                    |
| ----------------- | --------- | --------------- | ------------- | ---------------------- |
| 1                 |           | Kombat Breakers | Dans          | Dansgroep              |
| 2                 |           | Damon Scott     | Humor         | Poppenspeler           |
| 3                 |           | Bessie Cursons  | Zang          | Zangeres               |
| 4                 |           | The Bar Wizards | Entertainment | Alternatieve jongleurs |
| 5                 |           | Connie Talbot   | Zang          | Zangeres               |
| 6                 | Winnaar   | Paul Potts      | Zang          | Operazanger            |

## Seizoen 2 (2008)
Het tweede seizoen begon op 12 april 2008. De winnaar van deze serie kreeg 100.000 pond en mocht weer optreden bij de Royal Variety waar deze keer prins Charles aanwezig zou zijn. De finale op 31 mei 2008 werd gewonnen door George Sampson, voor Signature (2de) en Andrew Johnston (3de).

### Eindstand finale 31 mei 2008
| Sleutel | Winnaar | 2de plaats | 3de plaats |

| Volgorde optreden | Eindstand | Artiest         | Genre  | Act                |
| ----------------- | --------- | --------------- | ------ | ------------------ |
| 1                 |           | Cheeky Monkeys  | Dans   | Dansgroep          |
| 2                 |           | Andrew Muir     | Zang   | Zanger             |
| 3                 |           | Kate and Gin    | Dieren | Hondenact          |
| 4                 |           | Nemesis         | Dans   | Dansgroep          |
| 5                 |           | Strike          | Sport  | Vechtkunstoptreden |
| 6                 | 3de       | Andrew Johnston | Zang   | Zanger             |
| 7                 | 1ste      | George Sampson  | Dans   | Breakdancer        |
| 8                 |           | Faryl Smith     | Zang   | Zanger             |
| 9                 |           | Escala          | Muziek | Violistengroep     |
| 10                | 2de       | Signature       | Dans   | Dansgroep          |

## Seizoen 3 (2009)
Zoals aangekondigd aan het eind van het tweede seizoen, keerde Britain's Got Talent op 11 april 2009 terug. Ant & Dec waren wederom de gastheren van het programma. De jury bestond uit Simon Cowell, Amanda Holden en Piers Morgan. Kelly Brook werd oorspronkelijk ook aangekondigd als het nieuwe, vierde jurylid, dat naar verluidt £200.000 (€230.000) kreeg aangeboden voor de rol. Zij werd echter na zes dagen ontslagen. De producenten vonden dat een jury bestaande uit vier leden te ingewikkeld was. Kelly nam alleen in Manchester, een van de vijf auditieplaatsen, als gast-jurylid deel. De desbetreffende aflevering werd op 16 mei uitgezonden.

Na 40 deelnemers over 5 halve finales verdeeld te hebben, gingen er steeds 2 door naar de Finale. Uiteindelijk werd Diversity de winnaar van Britain's Got Talent 2009, Susan Boyle werd (na lang favoriet te zijn geweest) 2e, maar ze heeft dan wel al een platencontract gekregen. Saxofonist Jullian Smith moest genoegen nemen met de 3e plaats.

### Audities
De derde serie begon op 11 april 2009, met de grote finale op 30 mei 2009.

### Halve finales
Eerste halve finale
Susan Boyle, Nick Hell, Darth Jackson, Natalie Okri, Diversity, Julia Naidenko, Faces of Disco, Sue Son
Finalisten: Susan Boyle - Diversity
Susan Boyle was de publieksfavoriet, Diversity werd gekozen door de jury. Piers en Simon kozen voor Diversity, Amanda koos voor Natalie Okri.
Tweede halve finale
Flawless, Shaun Smith, Peter Coghlan, Merlin Cadogan, Jamie Pugh, Hot Honeyz, Gareth Oliver
Finalisten: Flawless, Shaun Smith
Flawless was de publieksfavoriet, Shaun Smith werd gekozen door de jury. Simon en Amanda kozen voor Shaun Smith en Piers koos voor Gareth Oliver.
Derde halve finale
The Barrow Boys, Ben and Becky, Floral High Notes, Harmony, Kayode Oresanya, MD Show Group, Shaheen Jafargholi, Stavros Flatley
Finalisten: Shaheen Jafargholi, Stavros Flatley
Stavros Flatley was de publieksfavoriet, Shaheen Jafargholi werd gekozen door de jury. Amanda en Piers kozen voor Shaheen en Simon koos voor MD Showgroup.
Vierde halve finale
2 Grand, Brit Chix, Callum Francis, Fabia Cerra, Fred Bowers, Jackie Prescott & Tippy Toes, Julian Smith, Sugarfree
Finalisten: Julian Smith, 2 Grand
Julian Smith was de publieksfavoriet, 2 Grand werd gekozen door de juryleden Amanda en Simon. Piers koos voor Callum Francis.
Vijfde halve finale
Aidan Davis, Dream Bears, DCD Seniors, Good Evans, Greg Pritchard, Hollie Steel*, Luke Clements, Martin Macham.
Finalisten: Aidan Davis, Hollie Steel.
Aidan Davis was publieksfavoriet, Hollie Steel* werd unaniem gekozen door de juryleden.
- Hollie Steel heeft 2 optredens gedaan, haar eerste optreden was wat anders dan gepland. Hollie was nerveus en vergat haar tekst. De tweede keer ging het wel goed.

### Finale
Susan Boyle, Diversity, Flawless, Shaun Smith, Shaheen Jafargholi, Stavros Flatley, Julian Smith, 2 Grand, Aidan Davis, Hollie Steel.
De juryleden hadden geen inbreng in de keuze van de top 3 en van de winnaar.
Top drie: 1. Diversity, 2. Susan Boyle, 3. Julian Smith.
Winnaar van Britain's Got Talent 2009: Diversity.
| Winnaar | Runner-up | 3e | Afgevallen |

| Halve finale gewonnen (publieksstemmen) | Keuze van de jury | Top 3 (afgevallen) | Niet opgetreden |

| Fase:             | Fase:                          | Halve finales | Halve finales | Halve finales | Halve finales | Halve finales         | Finale                |                       |  |
| Dag:              | Dag:                           | 24/5          | 25/5          | 26/5          | 28/5          | 29/5                  | 30/5                  |                       |  |
| Show              | Deelnemer                      | Resultaat     | Resultaat     | Resultaat     | Resultaat     | Resultaat             | Resultaat             |                       |  |
| Finale            |                                |               |               |               |               |                       |                       |                       |  |
| Diversity         |                                |               |               |               |               | Diversity Winnaar     | Diversity Winnaar     | Diversity Winnaar     |  |
| Susan Boyle       |                                |               |               |               |               | Susan Boyle Runner-up | Susan Boyle Runner-up | Susan Boyle Runner-up |  |
| Shaun Smith       |                                |               |               |               |               | Afgevallen            | Afgevallen            | Afgevallen            |  |
| Flawless          |                                |               |               |               |               | Afgevallen            | Afgevallen            | Afgevallen            |  |
| Shaheen Jafargoli |                                |               |               |               |               | Afgevallen            | Afgevallen            | Afgevallen            |  |
| Stavros Flatley   |                                |               |               |               |               | Afgevallen            | Afgevallen            | Afgevallen            |  |
| 2 Grand           |                                |               |               |               |               | Afgevallen            | Afgevallen            | Afgevallen            |  |
| Julian Smith      |                                |               |               |               |               | Julian Smith 3e       | Julian Smith 3e       | Julian Smith 3e       |  |
| Hollie Steel      |                                |               |               |               |               | Afgevallen            | Afgevallen            | Afgevallen            |  |
| Aidan Davis       |                                |               |               |               |               | Afgevallen            | Afgevallen            | Afgevallen            |  |
| Halve finale 5    | Aidan Davis                    |               |               |               |               | Finale                |                       |                       |  |
| Halve finale 5    | Hollie Steel                   |               |               |               |               | Finale                |                       |                       |  |
| Halve finale 5    | Greg Pritchard                 |               |               |               |               | top 3                 |                       |                       |  |
| Halve finale 5    | The Dreambears                 |               |               |               |               | Afgevallen            |                       |                       |  |
| Halve finale 5    | DCD Seniors                    |               |               |               |               | Afgevallen            |                       |                       |  |
| Halve finale 5    | Good Evans                     |               |               |               |               | Afgevallen            |                       |                       |  |
| Halve finale 5    | Martin Macham                  |               |               |               |               | Afgevallen            |                       |                       |  |
| Halve finale 5    | Luke Clements                  |               |               |               |               | Afgevallen            |                       |                       |  |
| Halve finale 4    | Julian Smith                   |               |               |               | Finale        |                       |                       |                       |  |
| Halve finale 4    | 2 Grand                        |               |               |               | Finale        |                       |                       |                       |  |
| Halve finale 4    | Callum Francis                 |               |               |               | Top 3         |                       |                       |                       |  |
| Halve finale 4    | Jackie Prescott and Tippy Toes |               |               |               | Afgevallen    |                       |                       |                       |  |
| Halve finale 4    | Fabia Cerra                    |               |               |               | Afgevallen    |                       |                       |                       |  |
| Halve finale 4    | Fred Bowers                    |               |               |               | Afgevallen    |                       |                       |                       |  |
| Halve finale 4    | Sugarfree                      |               |               |               | Afgevallen    |                       |                       |                       |  |
| Halve finale 4    | Brit Chix                      |               |               |               | Afgevallen    |                       |                       |                       |  |
| Halve finale 3    | Stavros Flatley                |               |               | Finale        |               |                       |                       |                       |  |
| Halve finale 3    | Shaheen Jafargholi             |               |               | Finale        |               |                       |                       |                       |  |
| Halve finale 3    | MD Show Group                  |               |               | Top 3         |               |                       |                       |                       |  |
| Halve finale 3    | Harmony                        |               |               | Afgevallen    |               |                       |                       |                       |  |
| Halve finale 3    | Kayode Oresanya                |               |               | Afgevallen    |               |                       |                       |                       |  |
| Halve finale 3    | Floral High Notes              |               |               | Afgevallen    |               |                       |                       |                       |  |
| Halve finale 3    | Ben and Becky                  |               |               | Afgevallen    |               |                       |                       |                       |  |
| Halve finale 3    | The Barrow Boys                |               |               | Afgevallen    |               |                       |                       |                       |  |
| Halve finale 2    | Flawless                       |               | Finale        |               |               |                       |                       |                       |  |
| Halve finale 2    | Shaun Smith                    |               | Finale        |               |               |                       |                       |                       |  |
| Halve finale 2    | Gareth Oliver                  |               | Top 3         |               |               |                       |                       |                       |  |
| Halve finale 2    | Hot Honeyz                     |               | Afgevallen    |               |               |                       |                       |                       |  |
| Halve finale 2    | Jamie Pugh                     |               | Afgevallen    |               |               |                       |                       |                       |  |
| Halve finale 2    | Merlin Cadogan                 |               | Afgevallen    |               |               |                       |                       |                       |  |
| Halve finale 2    | Peter Coghlan                  |               | Afgevallen    |               |               |                       |                       |                       |  |
| Halve finale 2    | DJ Talent                      |               | Afgevallen    |               |               |                       |                       |                       |  |
| Halve finale 1    |                                |               |               |               |               |                       |                       |                       |  |
| Susan Boyle       | Finale                         |               |               |               |               |                       |                       |                       |  |
| Diversity         | Finale                         |               |               |               |               |                       |                       |                       |  |
| Natalie Okri      | Top 3                          |               |               |               |               |                       |                       |                       |  |
| Faces of Disco    | Afgevallen                     |               |               |               |               |                       |                       |                       |  |
| Julia Naidenko    | Afgevallen                     |               |               |               |               |                       |                       |                       |  |
| Darth Jackson     | Afgevallen                     |               |               |               |               |                       |                       |                       |  |
| Nick Hell         | Afgevallen                     |               |               |               |               |                       |                       |                       |  |
| Sue Son           | Afgevallen                     |               |               |               |               |                       |                       |                       |  |

## Seizoen 4 (2010)
De uitzendingen van het vierde seizoen startten op 17 april 2010.
De finale op 5 juni 2010 werd gewonnen door dansgroep Spellbound voor Twist and Pulse (2de) en Kieran Gaffney (3de).

### Eindstand finale 5 juni 2010
| Sleutel | Winnaar | 2de plaats | 3de plaats |

| Volgorde optreden | Eindstand | % stemmen | Artiest           | Genre      | Act                     |
| ----------------- | --------- | --------- | ----------------- | ---------- | ----------------------- |
| 1                 | 2de       | 12,4%     | Twist and Pulse   | Dans       | Dansers                 |
| 2                 | 10de      | 3%        | Liam McNally      | Zang       | Jongen soprano          |
| 3                 | 5de       | 8,7%      | Paul Burling      | Humor      | Impressionist           |
| 4                 | 7de       | 5,1%      | Christopher Stone | Zang       | Zanger                  |
| 5                 | 4de       | 9%        | Tina and Chandi   | Dieren     | Dansende hond           |
| 6                 | 8ste      | 4,8%      | Connected         | Zang       | Jongensgroep            |
| 7                 | 3de       | 9,6%      | Kieran Gaffney    | Muziek     | Drummer                 |
| 8                 | 6de       | 6,9%      | Tobias Mead       | Dans       | Danser/Body Popping     |
| 9                 | 9de       | 3,6%      | Janey Cutler      | Zang       | Zanger                  |
| 10                | 1ste      | 36,9%     | Spelbound         | Gymnastiek | Acrobatische Gymnastiek |

## Seizoen 5 (2011)
De uitzendingen van het vijfde seizoen startten op 16 april 2011.
De finale op 4 juni 2011 werd gewonnen door zanger Jai McDowall, voor Ronan Parke (2de) en New Bounce (3de).

### Eindstand finale 4 juni 2011
| Sleutel | Winnaar | 2de plaats | 3de plaats |

| Volgorde optreden | Eindstand | % stemmen | Artiest          | Genre  | Act             |
| ----------------- | --------- | --------- | ---------------- | ------ | --------------- |
| 1                 | 7de       | 5,4%      | Steven Hall      | Dans   | Komische danser |
| 2                 | 5de       | 7,7%      | Michael Collings | Zang   | Zanger-gitarist |
| 3                 | 9th       | 2,6%      | Les Gibson       | Humor  | Impressionist   |
| 4                 | 8ste      | 3,5%      | James Hobley     | Dans   | Danser          |
| 5                 | 6de       | 5,8%      | Paul Gbegbaje    | Muziek | Pianist         |
| 6                 | 2de       | 26,7%     | Ronan Parke      | Zang   | Zanger          |
| 7                 | 10de      | 2,0%      | Jean Martyn      | Muziek | Organist        |
| 8                 | 1ste      | 29,1%     | Jai McDowall     | Zang   | Zanger          |
| 9                 | 4de       | 8,4%      | Razy Gogonea     | Dans   | Breakdanser     |
| 10                | 3de       | 8,9%      | New Bounce       | Zang   | Zangers         |

## Seizoen 6 (2012)

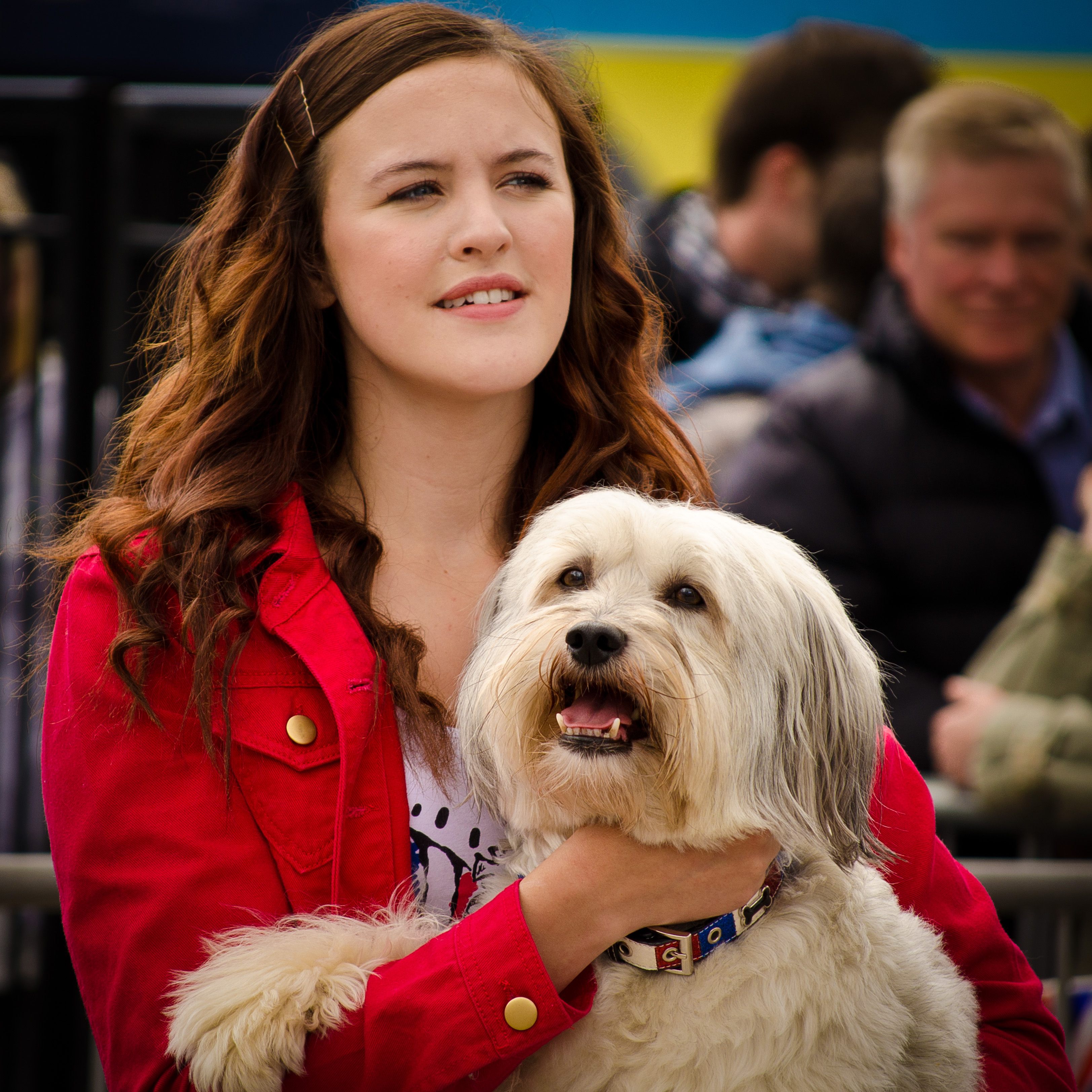
Ashleigh and Pudsey, winnaar 2012

De uitzendingen van het zesde seizoen startten op 24 maart 2012.
De finale op 12 mei 2012 werd gewonnen door Ashleigh and Pudsey, voor Jonathan en Charlotte (2de) en Only Boys Aloud (3de).

### Eindstand finale 12 mei 2012
| Sleutel | Winnaar | 2de plaats | 3de plaats |

| Volgorde optreden | Eindstand | % stemmen | Artiest               | Genre  | Act                        |
| ----------------- | --------- | --------- | --------------------- | ------ | -------------------------- |
| 1                 | 7de       | 2,6%      | The Mend              | Zang   | Boyband                    |
| 2                 | 9de       | 1%        | Sam Kelly             | Muziek | Zanger-gitarist            |
| 3                 | 8ste      | 1,2%      | Nu Sxool              | Dans   | Dansgroep                  |
| 4                 | zesde     | 2,8%      | Molly Rainford        | Zang   | Zangeres                   |
| 5                 | vierde    | 5,7%      | Loveable Rogues       | Muziek | Muziekgroep                |
| 6                 | 11de      | 0,4%      | Kai and Natalia       | Dans   | Danspaar (ballroom/latin)  |
| 7                 | 10de      | 0,9%      | Aquabatique           | Sport  | Synchroonzwemmers          |
| 8                 | 5de       | 4,8%      | Ryan O'Shaughnessy    | Zang   | Singer-songwriter/gitarist |
| 9                 | 3de       | 15,8%     | Only Boys Aloud       | Zang   | Jongenskoor                |
| 10                | 1ste      | 39%       | Ashleigh and Pudsey   | Dieren | Dansende hond              |
| 11                | 2de       | 25,8%     | Jonathan en Charlotte | Zang   | Opera duo                  |

## Seizoen 7 (2013)
De uitzendingen van het zevende seizoen startten op 13 april 2013.
De finale op 8 juni 2013 werd gewonnen door Attraction, voor Jack Carroll (2de) en Richard & Adam (3de).

### Eindstand finale 8 juni 2013
| Sleutel | Winnaar | 2de plaats | 3de plaats |

| Volgorde optreden | Eindstand | % stemmen | Artiest        | Genre   | Act                              |
| ----------------- | --------- | --------- | -------------- | ------- | -------------------------------- |
| 1                 | 9de       | 2,8%      | Pre Skool      | Dans    | Dansgroep                        |
| 2                 | 11de      | 1,2%      | Asanda         | Zang    | Zangeres                         |
| 3                 | 7de       | 3,6%      | Gabz           | Zang    | Singer-songwriter/pianist/rapper |
| 4                 | 4de       | 14,7%     | Steve Hewlett  | Humor   | Buikspreker                      |
| 5                 | 6de       | 3,7%      | Jordan O'Keefe | Zang    | Zanger-gitarist                  |
| 6                 | 8ste      | 2,9%      | Arisxandra     | Zang    | Zangeres                         |
| 7                 | 10de      | 2%        | Francine Lewis | Humor   | Impressionist                    |
| 8                 | 3de       | 15,4%     | Richard & Adam | Zang    | Opera duo                        |
| 9                 | 2de       | 20,1%     | Jack Carroll   | Humor   | Stand-upcomedian                 |
| 10                | 5de       | 6,8%      | Luminites      | Zang    | Zanggroep                        |
| 11                | 1ste      | 27%       | Attraction     | Theater | Schaduwtheatergroep              |

## Seizoen 8 (2014)
De uitzendingen van het achtste seizoen startten op 12 april 2014.
De finale op 7 juni 2014 werd gewonnen door Collabro, voor Lucy Kay (2de) en Bars and Melody (3de).

### Eindstand finale 7 juni 2014
| Sleutel | Winnaar | 2de plaats | 3de plaats |

| Volgorde optreden | Eindstand | % stemmen | Artiest                          | Genre         | Act                |
| ----------------- | --------- | --------- | -------------------------------- | ------------- | ------------------ |
| 1                 | 10de      | 2,4%      | The Addict Initiative            | Dans          | Dansgroep          |
| 2                 | 7de       | 5,2%      | Jon Clegg                        | Humor         | Impressionist      |
| 3                 | 8ste      | 4%        | Lettice Rowbotham                | Muziek        | Violiste           |
| 4                 | 11de      | 1%        | Yanis Marshall, Arnaud and Mehdi | Dans          | Danceact           |
| 5                 | 3de       | 14,3%     | Bars and Melody                  | Zang          | Zang- en rapduo    |
| 6                 | 6de       | 6,9%      | James Smith                      | Zang          | Zanger-gitarist    |
| 7                 | 4de       | 10,6%     | Jack Pack                        | Zang          | Zanggroep          |
| 8                 | 5de       | 8,5%      | Darcy Oake                       | Entertainment | Illusionist        |
| 9                 | 9de       | 3,6%      | Paddy & Nico                     | Dans          | Danskoppel (salsa) |
| 10                | 1ste      | 26,5%     | Collabro                         | Zang          | Zanggroep          |
| 11                | 2de       | 17%       | Lucy Kay                         | Zang          | Operazangeres      |

## Seizoen 9 (2015)
De uitzendingen van het negende seizoen startten op 11 april 2015.
De finale op 31 mei 2015 werd gewonnen door Jules O'Dwyer & Mattisse, voor Jamie Raven (2de) en Côr Glanaethwy (3de).

### Eindstand finale 31 mei 2015
| Sleutel | Winnaar | 2de plaats | 3de plaats |

| Volgorde optreden | Eindstand | % stemmen | Artiest                 | Genre         | Act                       |
| ----------------- | --------- | --------- | ----------------------- | ------------- | ------------------------- |
| 1                 | 11de      | 1,7%      | Entity Allstars         | Dans          | Streetdancegroep          |
| 2                 | 10de      | 1,9%      | UDI                     | Entertainment | Elektronischlicht-act     |
| 3                 | 9de       | 3,6%      | The Neales              | Zang          | Zanggroep                 |
| 4                 | 12de      | 1,5%      | Boyband                 | Dans          | Dansgroep                 |
| 5                 | 8ste      | 4,2%      | Jesse-Jane McParland    | Sport         | Extreme vechtkunstartiest |
| 6                 | 7de       | 5,3%      | Danny Posthill          | Humor         | Impressionist             |
| 7                 | 6de       | 8,2%      | Calum Scott             | Zang          | Zanger                    |
| 8                 | 3de       | 10,7%     | Côr Glanaethwy          | Zang          | Koor                      |
| 9                 | 4de       | 10,2%     | Old Men Grooving        | Dans          | Komisch dansoptreden      |
| 10                | 2de       | 20,4%     | Jamie Raven             | Entertainment | Goochelaar                |
| 11                | 5de       | 9,7%      | Isaac Waddington        | Zang          | Zanger-pianist            |
| 12                | 1ste      | 22,6%     | Jules O'Dwyer & Matisse | Dieren        | Hondenact                 |

## Seizoen 10 (2016)
De uitzendingen van het tiende seizoen startten op 9 april 2016.
De finale op 28 mei 2016 werd gewonnen door Richard Jones, voor Wayne Woodward (2de) en Boogie Storm (3de).

### Eindstand finale 28 mei 2016
| Sleutel | Winnaar | 2de plaats | 3de plaats |

| Volgorde optreden | Eindstand | % stemmen | Artiest              | Genre         | Act                       |
| ----------------- | --------- | --------- | -------------------- | ------------- | ------------------------- |
| 1                 | 10de      | 3,8%      | Balance Unity        | Dans          | Komische breakdancer      |
| 2                 | 1ste      | 16,7%     | Richard Jones        | Entertainment | Goochelaar                |
| 3                 | 8ste      | 4,7%      | 100 Voices of Gospel | Zang en dans  | Gospelkoor en dansgroep   |
| 4                 | 9de       | 4,5%      | Alex Magela          | Entertainment | Zwaardslikker             |
| 5                 | 12de      | 1,9%      | Mel & Jamie          | Zang          | Zangduo                   |
| 6                 | 11de      | 3,2%      | Shannon & Peter      | Dans          | Danskoppel                |
| 7                 | 4de       | 11,8%     | Jasmine Elcock       | Zang          | Zangeres                  |
| 8                 | 7de       | 7,8%      | Trip Hazard          | Dieren        | Hondenact                 |
| 9                 | 5de       | 9,8%      | Beau Dermott         | Zang          | Zangeres                  |
| 10                | 6de       | 9,2%      | Craig Ball           | Humor         | Impressionist             |
| 11                | 3de       | 12,8%     | Boogie Storm         | Dans          | Dansgroep (Stormtroopers) |
| 12                | 2de       | 13,8%     | Wayne Woodward       | Zang          | Zanger                    |

## Seizoen 11 (2017)

### Eindstand finale 3 juni 2017
| Sleutel | Winnaar | 2de plaats | 3de plaats |

| Volgorde optreden | Eindstand | % stemmen | Artiest                | Genre         | Act        |
| ----------------- | --------- | --------- | ---------------------- | ------------- | ---------- |
| 1                 | 10de      | 3,8%      | Mersey Girls (Just Us) | Dans          | Groepdans  |
| 2                 | 5de       | 3,8%      | The Pensionalisties    | Zang          | Zangduo    |
| 3                 | 7ste      | 4,7%      | Kyle Tomlinson         | Zang          | Zanger     |
| 4                 | 5de       | 4,5%      | DNA                    | Entertainment | Goochelaar |
| 5                 | 4de       | 1,9%      | Issy Simpson           | Entertainment | Goochelaar |
| 6                 | 11de      | 3,2%      | Matt Edwards           | Entertainment | Goochelaar |
| 7                 | 4de       | 11,8%     | Ned Woodman            | Komedie       | Komediant  |
| 8                 | 1ste      | 16,7%     | Tokio Myers            | Muzikant      | Pianist    |
| 9                 | 2de       | 13,8%     | Daliso Chaponda        | Komedie       | Komediant  |
| 10                | 3de       | 9,2%      | Missing People Choir   | Zang          | Koor       |

## Seizoen 12 (2018)
Het twaalfde seizoen werd uitgezonden tussen 14 april en 3 juni. De serie werd gewonnen door stand-upcomedian Lost Voice Guy.

## Seizoen 13 (2019)
Het dertiende seizoen werd uitgezonden van 6 april tot 2 juni. De serie werd gewonnen door zanger Colin Thackery.

## Seizoen 14 (2020)
Het veertiende seizoen in 2020 werd in twee delen uitgezonden, als gevolg van de COVID-19-pandemie. Voordat de eerste halve finale zou worden gefilmd, liep Simon Cowell een blessure op na een ongeluk in augustus, waardoor hij de rest van de serie afwezig was en werd vervangen door Ashley Banjo als gastjurylid in zijn plaats.  De serie werd gewonnen door komische pianist Jon Courtenay.

## Seizoen 15 (2022)
Het 15de seizoen was gepland voor 2021, maar ITV, Thames en Syco Entertainment maakten zich zorgen over hoe ze veilig konden filmen te midden van de nieuwe overheidsbeperkingen om de COVID-19-pandemie te bestrijden. De productie startte pas het volgende jaar.

## Seizoen 16 (2023)
Seizoen 16 begon op 15 april 2023 en eindigde 4 juni, met de winst van komediant Viggo Venn. In dit seizoen verving Bruno Tonioli David Walliams. Dit seizoen telde acht in plaats van vijf gouden knoppen en heeft ook een gouden knop voor alle vier juryleden tezamen.

## Spin-offs

### Britain's Got Talent: The Champions (2019)
Op 31 augustus 2019 startte een spin-off onder de titel BGT: The Champions. De jury bestond uit David Walliams, Simon Cowell, Amanda Holden en Alesha Dixon. De presentatie was in handen van Anthony McPartlin and Declan Donnelly.

### Britain's Got Talent Christmas Spectacular (2020)
Op 25 december 2020 was deze speciale aflevering te zien met juryleden David Walliams, Simon Cowell, Amanda Holden en Alesha Dixon. Ashley Banjo verving gedeeltelijk Cowell. De presentatie was in handen van Anthony McPartlin and Declan Donnelly.

### Britain's Got Talent: The Ultimate Magician (2022)
Op 18 december 2022 startte de spin-off BGT: The Ultimate Magician, waarbij goochelaars uit eerdere BGT-series en uit heel de Got-Talent-franchise konden deelnemen. De jury bestond uit David Walliams, Pen Jillette, Amanda Holden en Alesha Dixon. De presentatie was in handen van Stephan Mulhern.

### Overzicht
| Seizoen               | Start            | Winnaar       | Presentatie     | Jury          | Jury          | Jury         | Jury           |
| --------------------- | ---------------- | ------------- | --------------- | ------------- | ------------- | ------------ | -------------- |
| The Champions         | 31 augustus 2019 | Twist & Pulse | Ant & Dec       | Simon Cowell  | Amanda Holden | Alesha Dixon | David Walliams |
| Christmas Spectacular | 25 december 2020 |               | Ant & Dec       | Ashley Banjo  | Amanda Holden | Alesha Dixon | David Walliams |
| The Ultimate Magician | 18 december 2022 | Eric Chien    | Stephan Mulhern | Penn Jillette | Amanda Holden | Alesha Dixon | David Walliams |

## Trivia
- SBS6 (2008 en 2009) en RTL 4 (2010-heden) zonden de Nederlandse versie uit: Holland's Got Talent.[3]